# Contea di McHenry (Dakota del Nord)
La contea di McHenry in inglese McHenry County è una contea dello Stato del Dakota del Nord, negli Stati Uniti. La popolazione al censimento del 2000 era di 4 951 abitanti. Il capoluogo di contea è Towner.